# 지바현도·도쿄도도·사이타마현도 제54호선
54번 지바현도·도쿄도도·사이타마현도(일본어: 千葉県道・東京都道・埼玉県道54号松戸草加線→지바현도·도쿄도도·사이타마현도 54호 마쓰도-소카선)은 지바현 마츠도시에서 사이타마현 소카시까지 이어주는 총 연장 12.516 km의 주요 지방도이자 현도(縣道)·도도(都道)다.

## 노선 정보
- 기점: 지바현 마츠도시 고야마(“마츠도니추” 교차로에서 6번 국도, 1번 지바현도와 5번 지바현도가 서로 교차함)
- 종점: 사이타마현 소카시 세자키 (“요시초 2초메” 교차로에서 49번 사이타마현도와 104번 사이타마현도가 서로 교차함)
- 총 연장: 12.516km

## 역사
- 1960년 9월: 인정.
- 1993년 5월 11일: 주요 지방도 인정.
- 2003년 5월 1일: 야시오시도(市道) 기조네(일본어판) 교차점 ~ 주오(일본어판) 4초메 교차점 구간을 편입.
- 2010년 11월 28일: 신나카가와교(일본어판) 개통
- 2025년 1월 28일: 사이타마현 야시오시에 위치한 “주오 1초메” 교차로에 땅꺼짐이 발생해서 트럭 1대가 떨어짐.

## 접속 도로 등
- 도로는 국도, 도현도(都縣道), 고속도로만 포함한다.

| 시설 명칭                                          | 접속 도로 및 하천 등                                                    | 소재지          | 소재지          |
| -------------------------------------------------- | ----------------------------------------------------------------------- | --------------- | --------------- |
| 마츠도니추 교차로 (松戸二中交差点)                 | 마츠도 차량 센터 국도 제6호선 지바현도 제1호선 지바현도 제5호선(중복됨) | 지바현 마츠도시 | 지바현 마츠도시 |
| (고가로)                                           | 조반선 (가나미치 ~ 마츠도 구간)                                         | 지바현 마츠도시 | 지바현 마츠도시 |
| (교차로 명칭 없음)                                 | 지바현도 제5호선(중복 끝)                                               | 지바현 마츠도시 | 지바현 마츠도시 |
| 고야마 교(교량)                                    | 사카강                                                                  | 지바현 마츠도시 | 지바현 마츠도시 |
| 가쓰시카 교                                        | 에도강                                                                  | 지바현 마츠도시 | 지바현 마츠도시 |
| 가쓰시카 교                                        | 에도강                                                                  | 도쿄도          | 가쓰시카구      |
| 가츠시카바시니시즈메 교차로 (葛飾橋西詰交差点)     | 도쿄도도 제451호선                                                      | 도쿄도          | 가쓰시카구      |
| 국도 제298호선과 도쿄 외환 자동차도 밑을 지나감    |                                                                         | 도쿄도          | 가쓰시카구      |
| 히가시카나마치 5초메 교차로 (東金町五丁目交差点)   | 도쿄도도 제471호선                                                      | 도쿄도          | 가쓰시카구      |
| 미즈모토 공원                                      |                                                                         | 도쿄도          | 가쓰시카구      |
| 다카스 4초메(니시) 교차로 (高州四丁目（西）交差点) | 국도 제298호선 (위에 도쿄 외환 자동차도)                                | 사이타마현      | 미사토시        |
| 다카스 2초메 교차로 (高州二丁目交差点)             | 사이타마현도 제21호선                                                   | 사이타마현      | 미사토시        |
| 다카스코반마에 교차로 (高州交番前交差点)           | 국도 제298호선(중복됨)                                                  | 사이타마현      | 미사토시        |
| 다카노 5초메(히가시) 교차로 (鷹野五丁目交差点)     | 사이타마현도 제295호선                                                  | 사이타마현      | 미사토시        |
| 다카노쇼갓코마에 교차로 (鷹野小学校前交差点)       | 국도 제298호선(중복 끝)                                                 | 사이타마현      | 미사토시        |
| 도가사키코반키타 교차로 (戸ヶ崎交番北交差点)       | 사이타마현도 제54호선 바이패스 도로 사이타마현도 제67호선(중복됨)       | 사이타마현      | 미사토시        |
| 도가사키 교차로 (戸ヶ崎交差点)                     | 사이타마현도 제67호선(중복 끝)                                          | 사이타마현      | 미사토시        |
| 시오도메 교                                        | 나카가와강                                                              | 사이타마현      | 야시오시        |
| 쓰쿠바 익스프레스                                  | 야시오역                                                                | 사이타마현      | 야시오시        |
| 오제키타 교차로 (大瀬北交差点)                     | 사이타마현도 제116호선 (위에 수도 고속 6호 미사토선)                    | 사이타마현      | 야시오시        |
| 주오코반마에 교차로 (中央交番前交差点)             | 사이타마현도 제102호선                                                  | 사이타마현      | 야시오시        |
| 야와타쇼마에 교차로 (八幡小前交差点)               | 사이타마현도 제115호선                                                  | 사이타마현      | 야시오시        |
| (교차로 명칭 없음)                                 | 사이타마현도 제54호선 바이패스 도로                                     | 사이타마현      | 야시오시        |
| 야나기노미야 교                                    | 아야세강                                                                | 사이타마현      | 야시오시        |
| 요시초 2초메 교차로 (吉町五丁目交差点)             | 사이타마현도 제49호선 사이타마현도 제104호선                            | 사이타마현      | 소카시          |

### 바이패스 도로
| 시설 명칭                                    | 접속 도로 및 하천 등                                  | 소재지     | 소재지   |
| -------------------------------------------- | ----------------------------------------------------- | ---------- | -------- |
| 도가사키코반키타 교차로 (戸ヶ崎交番北交差点) | 사이타마현도 제54호선 본선 사이타마현도 제67호선      | 사이타마현 | 미사토시 |
| 신나카가와 교                                | 나카가와강                                            | 사이타마현 | 미사토시 |
| 신나카가와 교                                | 나카가와강                                            | 사이타마현 | 야시오시 |
| 쓰쿠바 익스프레스                            | (야시오 ~ 미사토추오 구간)                            | 사이타마현 |          |
| 기조네 교차로 (木曽根交差点)                 | 사이타마현도 제116호선 (위에 수도 고속 6호 미사토선)  | 사이타마현 |          |
| 주오 1초메 교차로 (中央一丁目交差点)         | 야시오시청(市廳) 2025년 1월 28일에 땅꺼짐이 발생한 곳 | 사이타마현 |          |
| 주오 2초메 교차로 (中央二丁目交差点)         | 사이타마현도 제102호선                                | 사이타마현 |          |
| 주오 4초메 교차로 (中央四丁目交差点)         | 사이타마현도 제115호선                                | 사이타마현 |          |
| (교차로 명칭 없음)                           | 사이타마현도 제54호선 본선                            | 사이타마현 |          |

## 화랑

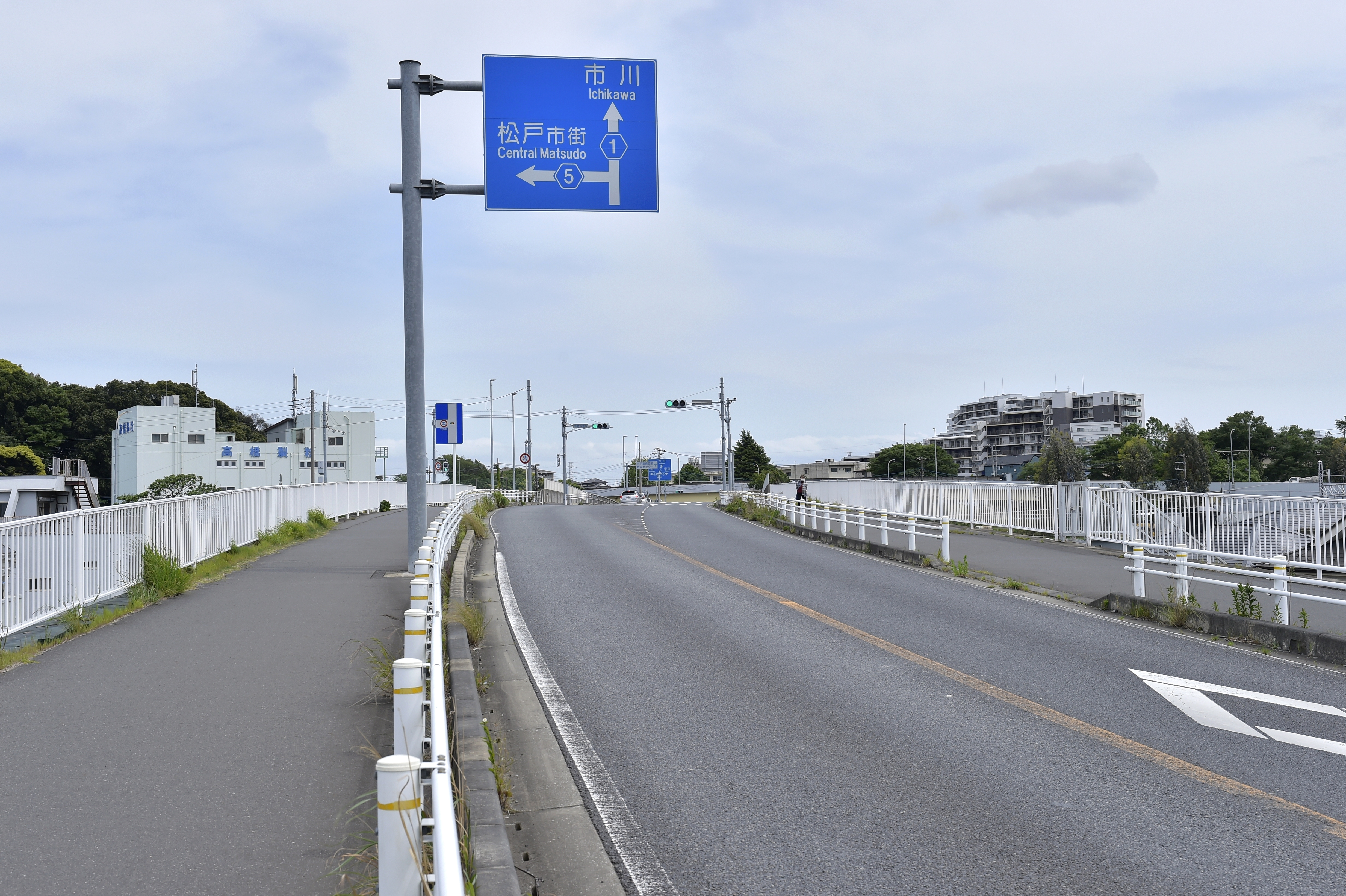
지바현 마츠도시 고야마 부근(2023년 4월)
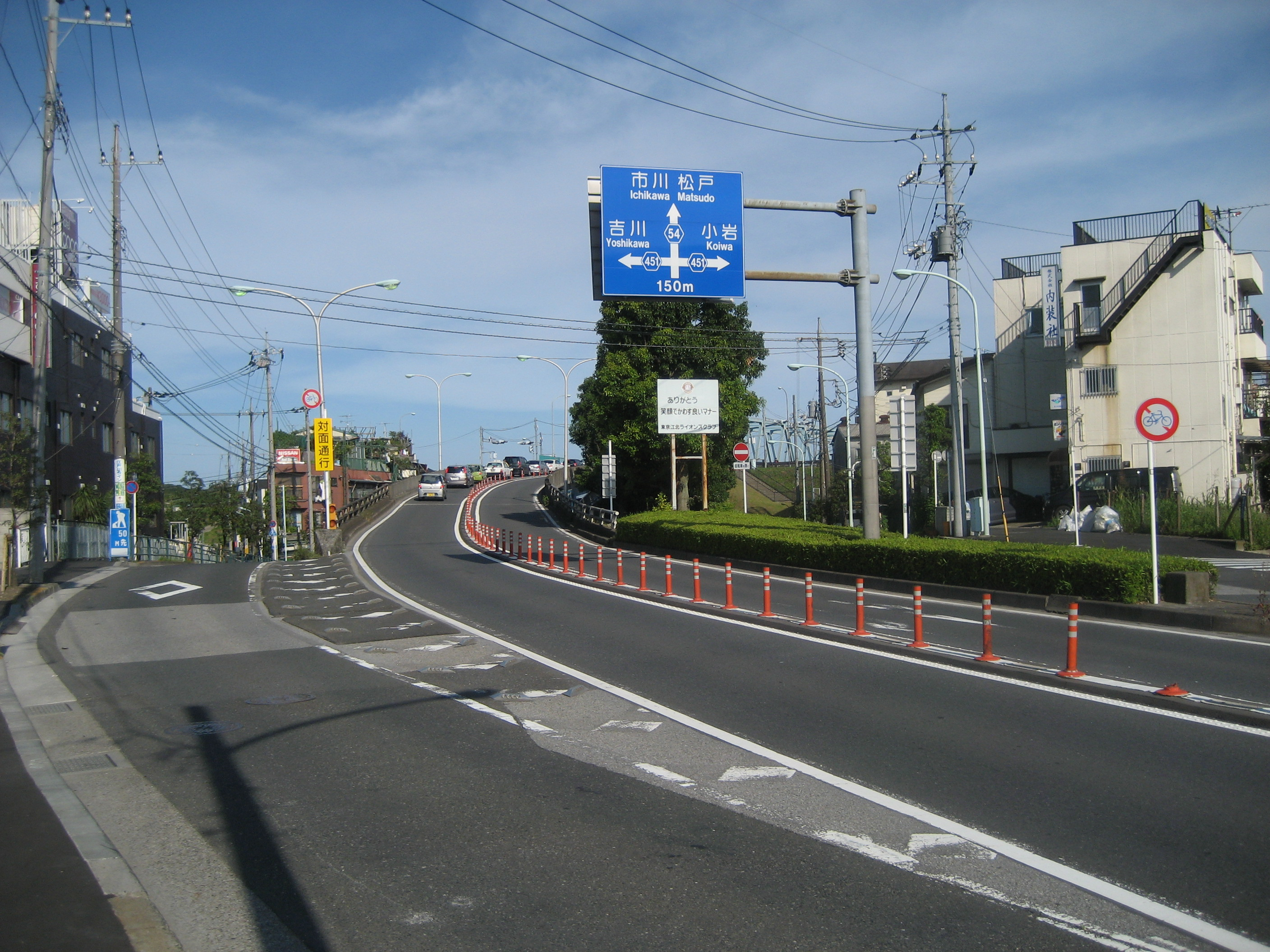
도쿄 가쓰시카구(2012년 6월)
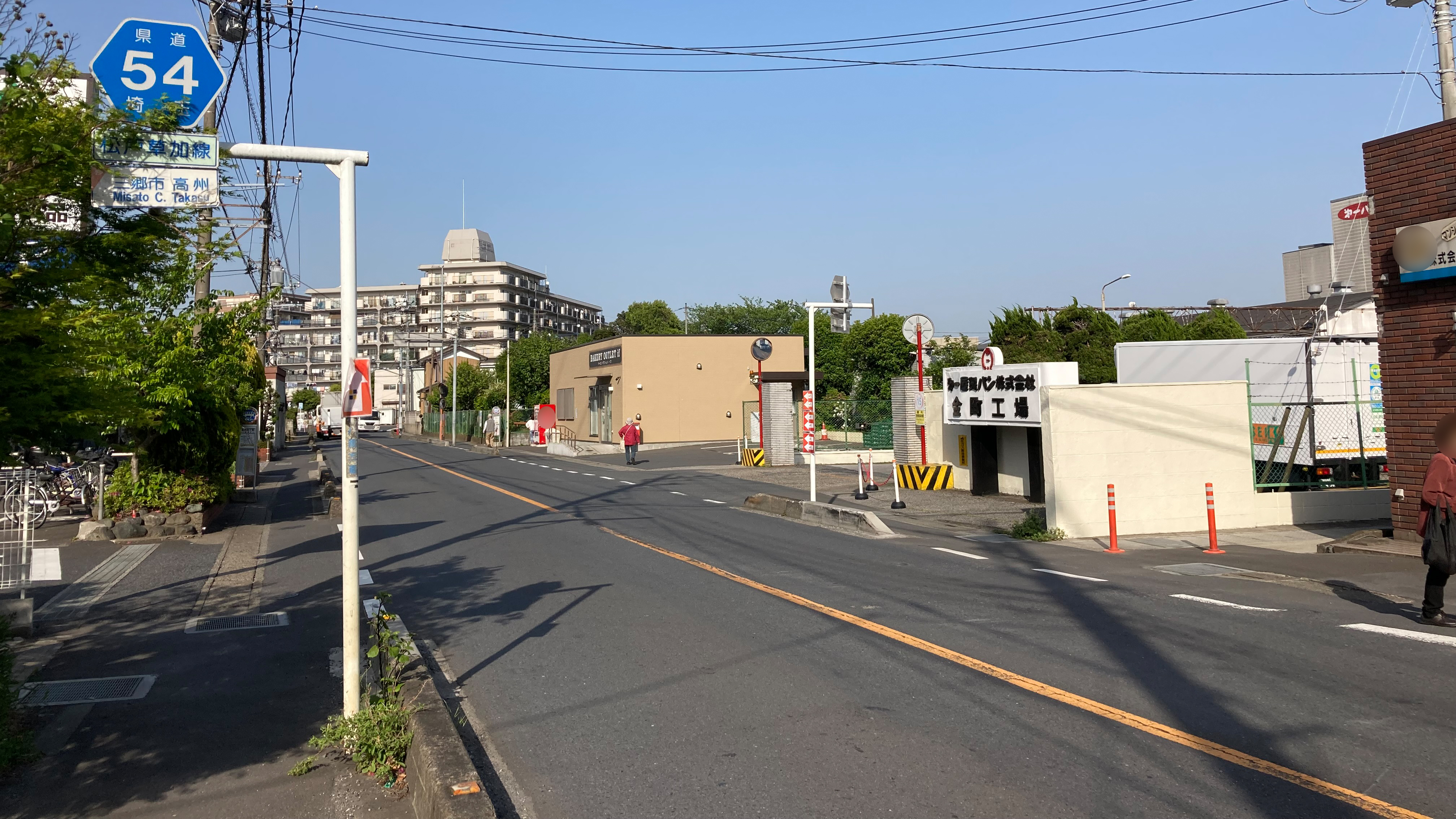
사이타마현 미사토시 다카스 부근(2021년 4월)
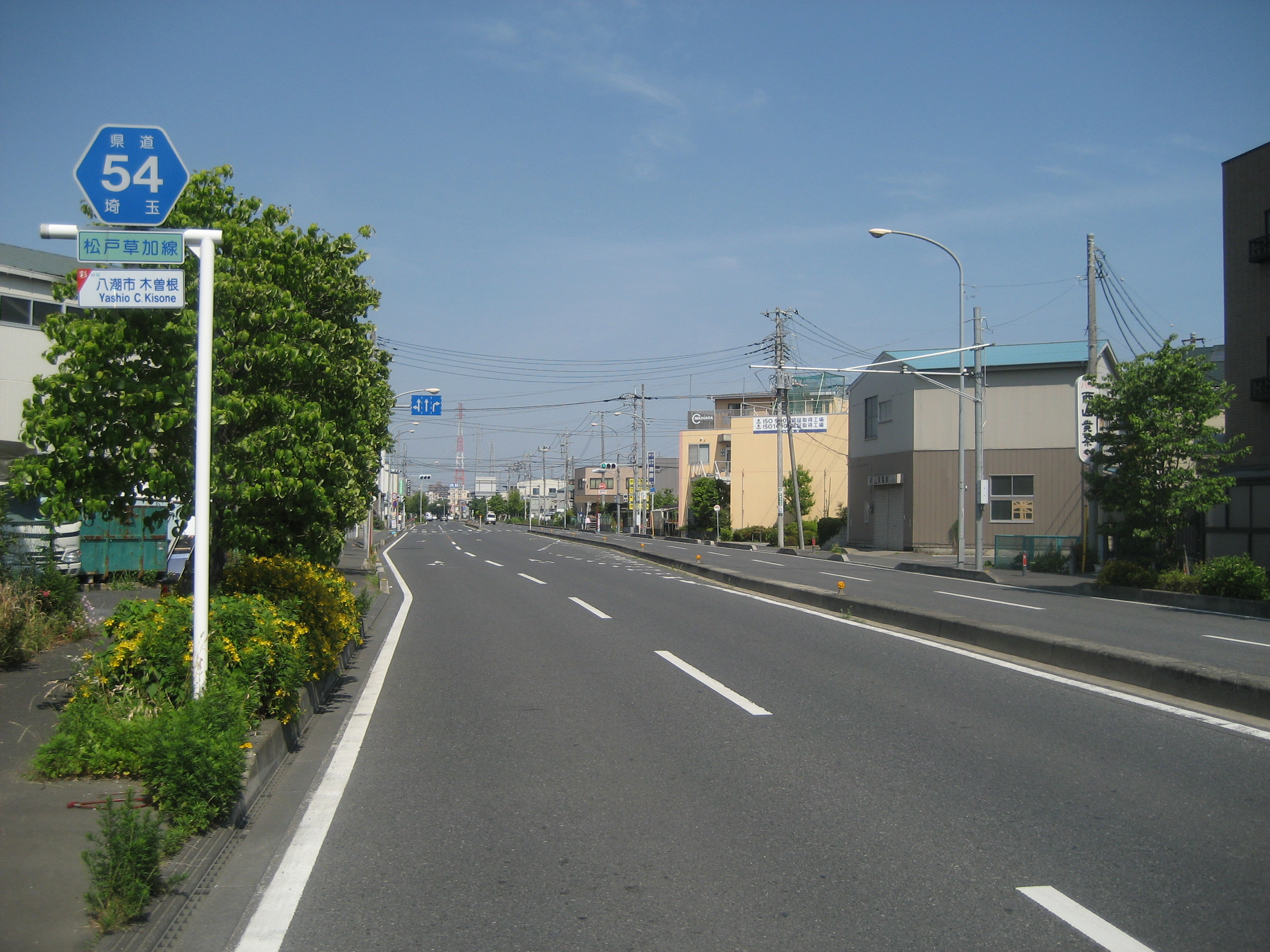
사이타마현 야시오시 기조네 부근(2013년 6월)
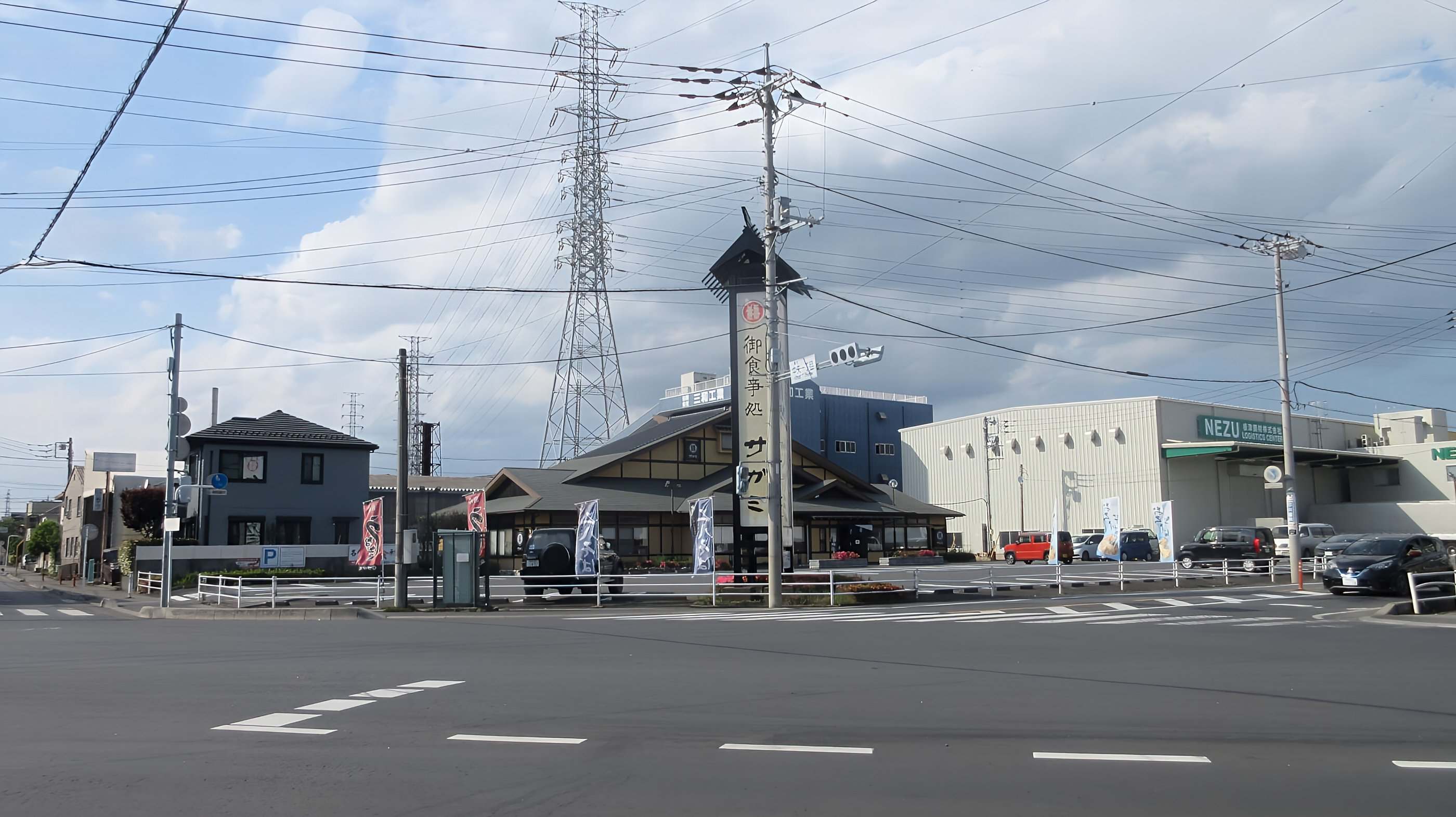
땅꺼짐이 발생하기 전에 촬영된 야시오시에 위치한 주오 1초메 교차로 모습(2024년 6월)
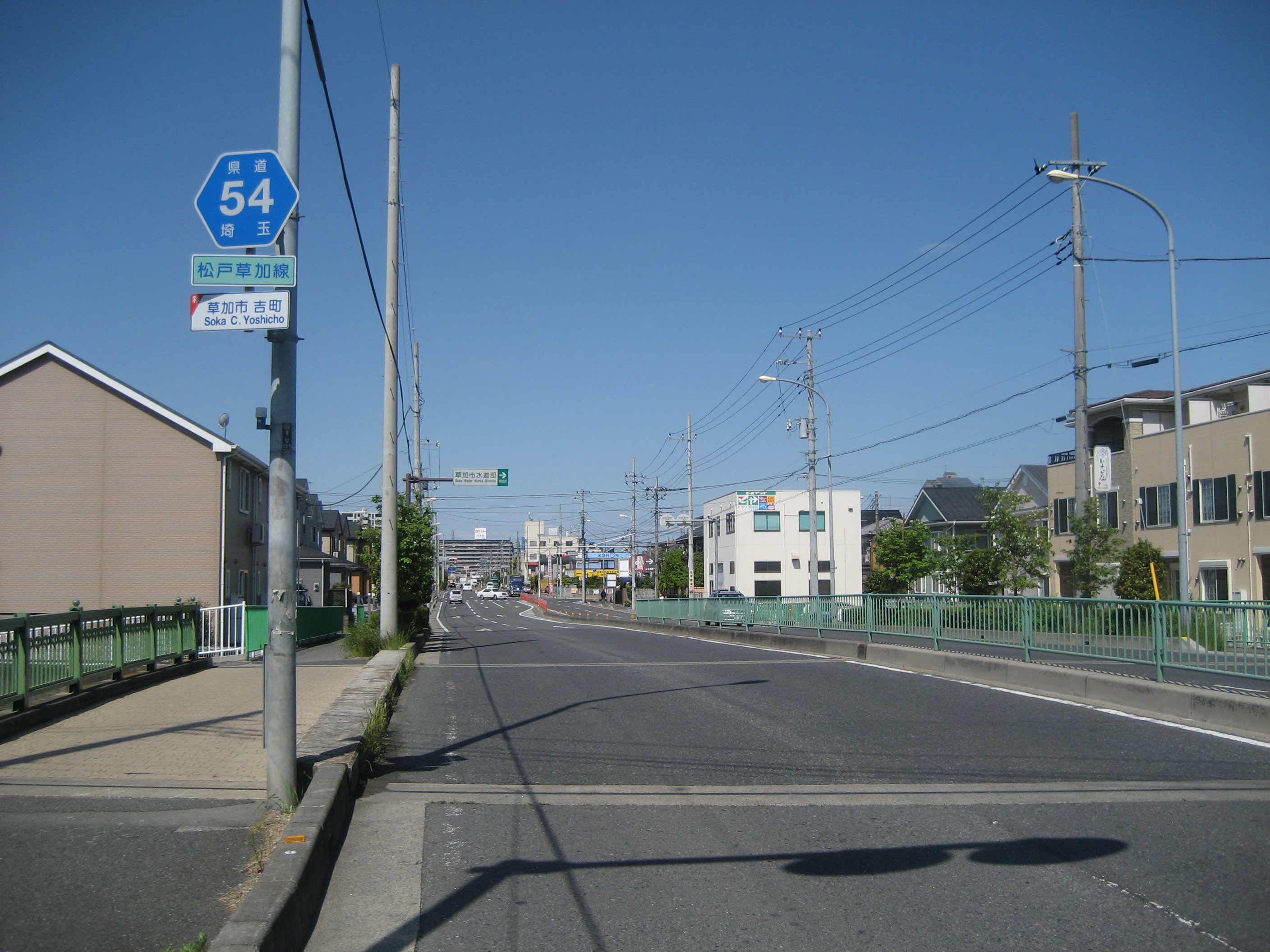
사이타마현 소카시 요시초 부근(2013년 5월)